# Iglesia y convento de la Santa Cruz (Green Bay)
La Iglesia y Convento de la Santa Cruz (en inglés: Holy Cross Church and Convent) es una iglesia católica y un convento en Green Bay, Wisconsin, en los Estados Unidos. Fue construido en 1862 y fue diseñado en los estilos arquitectónicos románico e italiano. En la actualidad, también es una escuela de la iglesia. Fue introducido en el Registro Nacional de Lugares Históricos el 28 de junio de 2001, por su importancia arquitectónica.